# Agyphantes
Agyphantes este un gen de păianjeni din familia Linyphiidae.
Cladograma conform Catalogue of Life:
| Agyphantes | \| \| Agyphantes sajanensis \| \| \| \| \| \| Agyphantes sakhalinensis \| \| \| \| |
|            | \| \| Agyphantes sajanensis \| \| \| \| \| \| Agyphantes sakhalinensis \| \| \| \| |
|            | Agyphantes sajanensis                                                              |
|            |                                                                                    |
|            | Agyphantes sakhalinensis                                                           |
|            |                                                                                    |